# Natarsia qinlingica
Natarsia qinlingica är en tvåvingeart som beskrevs av Cheng och Wang 2006. Natarsia qinlingica ingår i släktet Natarsia och familjen fjädermyggor. Inga underarter finns listade i Catalogue of Life.